# Стэйнифорт, Джозеф
Джозеф Морвуд Стэйнифорт (более известный как Дж. М. Стэйнифорт; 1864 — 21 декабря 1921) — валлийский редакционный карикатурист, наиболее известен работой в газетах Western Mail, Evening Express и Sunday weekly The News Of The World. Стэйнифорт считался «…самым важным визуальным комментатором по делам Уэльса, когда-либо работавшим в стране».

## Биография
Стэйнифорт родился в Глостере в 1863 году, в семье шеффилдского мастера по ремонту инструментов Джозефа Стэйнифорта. Его семья переехала в Кардифф в Южном Уэльсе в 1870 году, и после окончания школы в 15 лет Стэнифорт обучился литографской печати для Western Mail, прежде чем стать художественным обозревателем. Многообещающий молодой художник, он учился в Кардиффской школе искусств. Среди его одноклассников был скульптор Госкомб Джон. Стэйнифорт первоначально работал главным образом в красках, но постепенно перешел от кисти к чернилам, где обнаружил талант к карикатуре. Он начал публиковать карикатуры в 1889 году после того, как был замечен редактором «Western Mail» Генри Ласселлзом Карром.
Обычно публикуемые в «Western Mail» рисунки и карикатуры Стэйнифорта освещали политические и социальные волнения в Уэльсе с 1890 года до Первой мировой войны. Хотя его карикатуры следовали редакционной линии, а редактор Карр появлялся в нескольких из них, высказывая свое собственное мнение, сам Станифорт больше склонялся к более терпимому Либерально-рабочему движению и нападал как на капиталистических угольщиков, так и на социалистические профсоюзы.
В 1911 году тогдашний канцлер казначейства Дэвид Ллойд Джордж поручил Стэйнифорту создать картину в честь присвоения принцу Эдуарду титула принца Уэльского в замке Кернарфон. Картина, написанная карандашом и акварелью, хранилась у Ллойда Джорджа, который повесил её в своем кабинете. После его смерти в 1921 году в «Вестерн Мейл» его сменил Лесли Иллингворт.

## Дама Уэльса
Одним из наиболее известных творений Стэйнифорта стала «Дама Уэльса», женщина средних лет, одетая в валлийский национальный костюм вместе с валлийской шляпой, которая воплощала Уэльс таким же образом, как другие карикатуристы использовали Британию для обозначения Британии или Британской империи. Стэйнифорт заявил в интервью 1906 года, что он чувствовал, что Уэльс нуждается в двойнике Джона Булля, который был использован в карикатурах, чтобы представлять Англию, и после обсуждения с коллегой, Стэйнифорт создал то, что, по его мнению, должно было быть характерной валлийской дамой. «Дама Уэльс» обычно была голосом разума в карикатурах Стэйнифорта и часто изображалась пытающейся отговорить других от принятия решений, которые нанесли бы ущерб стране. Когда требовалась устная подпись, «Дама Уэльс» часто изображалась говорящей на языке рабочего класса, который выделяется на фоне языка, используемого более образованными слоями, которым она бросает вызов. Другие карикатуристы позже возьмутся за фигуру «Дамы Уэльс» и сохранят тот же образ в своих работах.